# Ciril Klinar
Ciril Klinar, slovenski hokejist, * 9. maj 1937, Jesenice.
Klinar je bil dolgoletni član kluba HK Acroni Jesenice. Za jugoslovansko reprezentanco je nastopil na Olimpijskih igrah 1968 v Grenoblu. 